# Pseudocorynopoma
Pseudocorynopoma – rodzaj słodkowodnych ryb z rodziny kąsaczowatych (Characidae). 

## Klasyfikacja
Gatunki zaliczane do tego rodzaju:
- Pseudocorynopoma doriae – płetwianka Dorii[3]
- Pseudocorynopoma heterandria

Gatunkiem typowym jest Pseudocorynopoma doriae.